# Viskozimetr
Viskozimetr je přístroj k měření viskozity kapalin.

## Principy konstrukce
Ve viskozimetru se buď kapalina pohybuje přístrojem (kapilární viskosimetry) nebo část přístroje (kalibrovaná kulička, rotační část přístroje) kapalinou; přitom se měří vliv kapaliny na pohyb. Je přitom zapotřebí, aby Reynoldsovo číslo bylo nízké a docházelo k laminárnímu proudění.
Typy viskozimetrů: výtokové, tělískové, rotační, ultrazvukové.

## Galerie

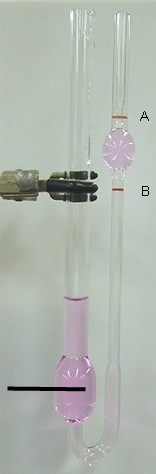
Ostwaldův viskozimetr
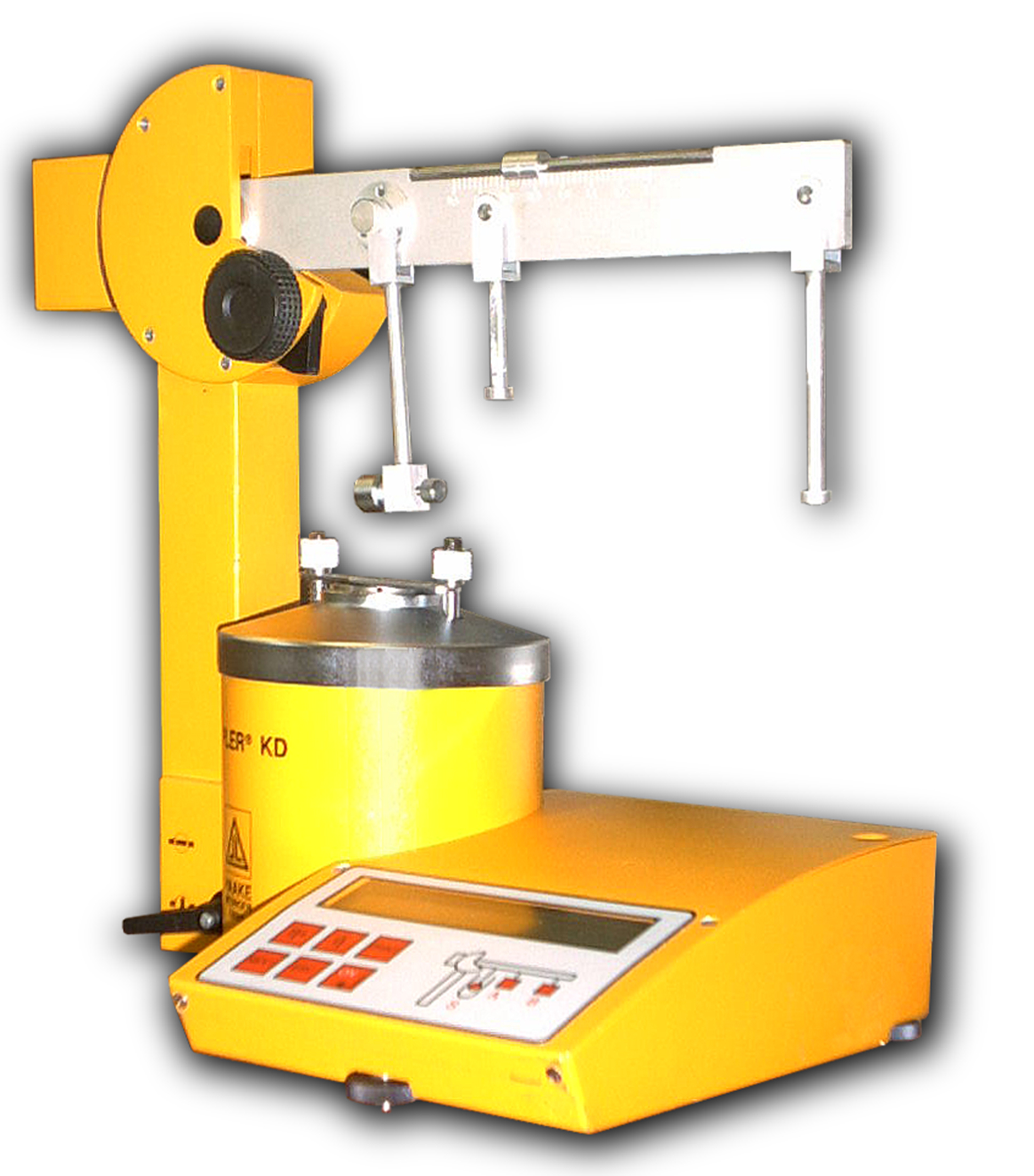
Höpplerův viskozimetr (s padající kalibrovanou kuličkou v temperovaném válci)